# Паникян, Алиса
Алиса Паникян (англ. Alice Panikian, арм. Ալիսա Փանիկյան; 23 мая 1985, София, Болгария) — канадская модель, телеведущая, журналистка, победительница конкурса «Мисс Вселенная Канада» в 2006 году и конкурса Reinado Internacional del Café в том же году. Она отличается своим высоким ростом 1,83 м. Основательница веб-сайта о стиле жизни и здоровья The Bronde (HomeBody).
Она родилась в Софии, Болгария, в семье болгарского и армянского происхождения, но в возрасте 5 лет переехала в Канаду.
Окончила Йоркский университет. Победа на конкурсе «Мисс Вселенная Канада» пришлось на время, когда Паникян училась на 2-м курсе. Девушка заслужила одобрение судей своей элегантностью, умом и общим обликом. Студентка была выбрана из 48 молодых женщин со всей Канады на конкурсе, проходившем в Монреале.
Паникян производила впечатление своими длинными каштановыми волосами, тёмными глазами, безупречной кожей и, прежде всего, своим ростом.